# Harry Potter și Talismanele Morții
Harry Potter și Talismanele Morții a ajuns în topul listelor de vânzări chiar la câteva ore după anunțarea datei de lansare a cărții, pe 1 februarie 2007.

## Scurt rezumat
După moartea lui Dumbledore, Voldemort continuă să obțină sprijin. Atunci când Harry împlinește șaptesprezece ani, protecția oferită de mama lui și de casa mătușii și a unchiului sau este ruptă, iar el fuge la Burrow cu prietenii săi (dintre care mulți folosesc Polyjuice Potion să se dea drept Harry astfel încât să inducă în eroare orice Devorator al Morții, care îi urmăresc). Aceștia sunt atacați, dar se ajunge la Burrow în condiții de siguranță. Harry, Ron și Hermione știu că nu se pot întoarce la Hogwarts School pentru al șaptelea an, a termina misiunea lui Dumbledore: să vâneze și să distrugă  Horcruxurile rămase ale lui Voldemort, obiecte în care el are părți ascunse ale sufletului său, în scopul de a fi nemuritor. Ei s-au izolat pentru a asigura protecția prietenilor lor și familiilor acestora ". Au puține cunoștințe despre horcruxurile rămase, cu excepția posibilității că două sunt obiecte care aparțin fondatorilor școlii Hogwarts Rowena Ravenclaw, Helga Hufflepuff și un al treilea poate fi Nagini, șarpele lui Voldemort. Localizarea obiectelor cei doi fondatori este dificilă, iar Nagini se presupune a fi cu Voldemort. În timp ce ei caută Horcruxes, trio-ul află mai multe despre trecutul lui Dumbledore. Bill Weasley și Fleur Delacour sunt căsătoriți, dar nunta este întreruptă de vestea că Voldemort a preluat puterea asupra Ministerului Magiei.
Harry, Ron si Hermione fug în Londra și în ajung la Casa Cumplita nr. 12, unde ei afla cu ajutorul Kreacher unde este medalionul lui Salazar Viperin. Ei recupereaza cu succes acest Horcrux prin infiltrarea la Ministerul Magiei și fura de la Dolores Umbridge. Sub influența obiectului răul și stresul de a fi pe fuga, Ron îi părăsește pe Harry și Hermione. Aceștia după mult timp petrecut ascunzându-se prin țara hotărăsc să călătorească până la Godric's Hollow, locul de naștere al lui Harry și locul unde au murit părinții acestuia, în Godric's Hollow o întâlnesc pe istoricul magic Bathilda Bagshot, care se dovedește a fi Nagini deghizat și îi ataca. Ei scapă în Forest of Dean, partea misterioasă începe atunci când o căprioară de argint (un patronus) îl duce pe Harry la Godric Gryffindor Sword de pe fundul unui lac înghețat, unul dintre cele câteva obiecte în măsură să distrugă un horcrux. Atunci când Harry încearcă să recupereze sabia din lac, horcruxul încearcă să-l omoare. Ron reapare, fix la tanc pentru Harry salvându-l pe acesta, ulterior folosind sabia pentru a distruge medalionul. Ron nu a fost primit de către Hermione la fel de călduros ca și Harry, aceasta începând să urle la el. După reluare căutărilor trioul întâlnește în mai multe cazuri un simbol ciudat care a fost văzut și la gătul unui vrăjitor excentric pe nume Xenophilius Lovegood. În cele din urmă se hotărăsc să îi facă o vizită lui Xenophilius Lovegood, acesta le spune că reprezintă cele 3 Talismanele mitice ale Morții. Talismanele sunt trei obiecte sacre: Piatra Învierii, cu puterea de a convoca morții în lumea celor vii; Bagheta de Soc, o bagheta de neegalat, precum și Pelerina invizibilă supremă. Harry află că Voldemort caută Bagheta de Soc, dar nu este conștient de talismane și semnificația lor.
Trio-ul sunt capturați și duși în Rea-credință Manor, unde Bellatrix Lestrange o torturează pe Hermione. Harry și Ron întâlnesc pe Luna Lovegood, Ollivander, Dean Thomas, și, de asemenea, Griphook ținuți în pivniță. Cu toții reușesc să scape și fug la Shell Cottage (casa lui Bill și Fleur), cu ajutorul lui Dobby, dar la costul vieții spiridușului de casă. Harry află că Voldemort a jefuit mormântul lui Dumbledore și a luat Baghetă de Soc, dar el decide să se concentreze pe Horcruxuri în loc de Hallows. Cu ajutorul lui Griphook, reușesc să pătrundă în seiful lui Bellatrix la Banca vrăjitorilor Gringotts, în care ei cred că se afla un alt Horcrux. Banuiala lor este corectă și reușesc să pună mâna pe cupa Helga Hufflepuff și scapă folosind un dragon. Harry află că un alt horcrux este ascuns în Hogwarts, care se află sub controlul lui Severus Plesneala. Harry, Ron, Hermione intră în școală prin Hogsmeade (fiind salvați de Aberforth Dumbledore, care explică mai multe despre povestea lui Albus), cu ajutorul cadrelor didactice Plesneală este alungat de la școală. Devoratorii Morții și Voldemort iau cu asalt școală, în timp ce Harry, Ron, Hermione căuta Horcruxul referitor la Ravenclaw. În același timp, Ron și Hermione merg în Camera Secretelor și distrug cupa. Trio-ul găsește diadema Rowenei Ravenclaw  (ultimul Horcrux făcut din obiecte ale fondatorilor școlii), în Camera Necesității. Diademă este distrus de Focul Blestemat invocat de Vincent Crabbe într-o încercare disperată de ai ucide pe Harry, Ron, Hermione și se termină din păcate cu propria lui moarte.
Voldemort și adepții lui asediază Hogwarts. Harry, Ron, Hermione, aliații lor și diverse creaturi magice lupta pentru a apăra Hogwarts. Mai mulți din apărătorii școlii sunt uciși în primul val de luptă, inclusiv Remus Lupin, Nymphadora Tonks și Fred Weasley. Voldemort îl omoară pe Severus Snape pentru că el crede că acest lucru îl va face stăpânul adevărat al Baghetei de Soc. Harry descoperă în timp ce vizionează amintirile pe care i le dă Snape pe patul de moarte în care vede ca Voldemort a făcut din Harry fără să realizeze, un Horcrux atunci când la atacat ca și copil, iar Harry trebuie să moară pentru Voldemort să poată să fie omorât. Aceste memorii confirmă, de asemenea, loialitatea de neclintit a lui Plesneală față de Dumbledore și că rolul său ca un dublu-agent împotriva lui Voldemort a fost decis în momentul in care Voldemort a ucis-o pe Lily Evans care a fost mama pentru Harry și marea dragoste a lui Snape. După ce află aceste lucruri ca el a fost crescut și ținut în siguranță până în momentul în care este pregătit să moară (Harry trebuie să moară de mana lui Voldermort). Harry hotărăște să se predea lui Voldemort, folosește Piatra Învierii pentru a-și aduce părinții, nașul și prieteni care au murit în aceea luptă lângă în timp ce se duce în liniște spre moarte. Odata ajuns în Pădurea Interzisă îl găsește pe Voldermort înconjurat de Devoratori ai Morții. Harry îmbrățișează moartea împăcat pentru el se sacrifică pentru cei pe care îi iubește (iubirea fiind un tip de magie de care Voldermort stie dar nu crede cu adevărat văzând doar efectele acestei magii foarte vechi și foarte puternice). Harry este lovit de blestemul fatal cunoscut în lumea vrăjitorilor ca și Blestemul de Neiertat Abracadabra, acesta moare pe loc. Se trezește într-un loc pe care acesta îl asociază cu gara King's Cross. Acolo se întâlnește cu Dumbledore care ii explică faptul că atunci când Voldemort s-a folosit de sânge lui Harry să-și recapete puterea deplină, a preluat protecția oferită de mama lui Harry. Voldemort a ucis cu propia mână partea lui din suflet care se află în interiorul lui Harry a fost distrus, iar el se poate întoarce în trupul său, în ciuda faptului ca a fost lovit de Abracadabra. Dumbledore, de asemenea, explică faptul că Harry a devenit un adevărat stăpân al Talismanele Morții, nu prin încercarea de a o evita sau a o cuceri ci prin faptul că a acceptat-o. Harry se întoarce în trupul său, simulând moartea și Voldemort mărșăluiește victorios în castel cu trupul său. Cu toate acestea, el arată că el este încă în viață în timp ce Neville Longbottom iese din mulțime și se opune, prinzând destul curaj când îl zării pe Harry în viața pentru a-l omorâ pe Nagini ultimul horcrux, cu sabia de Gryffindor scoasă din Jobenul Magic. Bătălia a început din nou, și Bellatrix Lestrange este ucis de către Molly Weasley. Harry se duelează cu Voldemort o ultima oară, Voldemort este în cele din urmă învins pentru că Harry este adevăratul stăpân al Baghetei de Soc(Draco devine stăpânul acesteia atunci când îl dezarmează pe Dumbledore în turnul de Astronomie, iar Harry devine stăpânul ei in momentul când îl dezarmează pe Draco în conacul Rea-credință) bagheta a refuzat să-și omoare stăpânul de drept. În schimb, blestemul de neiertat a lui Voldemort se întoarce împotriva acestuia. Cap de Mort și Devoratorii Morții au fost înfrânți. Lumea magică a fost salvată iar pacea poate fi din nou restaurată.
Amintim prețul care a fost plătit pentru aceasta pace. Viețile unor marii vrăjitori: Remus Lupin, Nymphadora Tonks, Fred Weasley, Sirius Black, Albus Dumbledore, Severus Plesneala, Ochii-Nebun Moody și nu în ultimul rând chiar dacă nu a fost un vrăjitor, a luptat cot la cot cu aceștia ajutând eroi noștrii pe tot parcursul acestei călătorii: Dobby Spiridușul Liber
Epilog
Roman, ultimul din serie, se închide cu un set scurt epilog 19 ani mai târziu, în care Harry și Ginny Weasley sunt un cuplu căsătorit cu trei copii: James Sirius, Albus Severus și Lily Luna. Ron și Hermione s-au căsătorit și au doi copii, Rose și Hugo. Familiile se întâlnesc la statia Kings Cross, unde Albus Severus este nervos în legătură cu plecarea sa la Hogwarts. Finul lui Harry, Teddy Lupin, se găsește sărutându-se cu fiica lui Bill și Fleur, Victoire Weasley într-un vagon de tren. Harry îl vede pe Draco Reacredinta și soția sa cu fiul lor, Scorpio. Neville Poponeață este acum profesor la Hogwarts. Preda Herbology și rămâne prieten cu cele două familii. Harry îl mângâie pe  Albuș, care este îngrijorat că va fi trimis la Viperini. Harry îi spune că al doilea nume pe care îl poartă, Severuș a fost al unui mare director de la Hogwarts care a fost Viperin și totodată cel mai curajos om pe care l-a întâlnit vreodată. El adaugă că pălăria ține cont și de dorința elevilor, așa cum a ținut cont și de dorința lui când era copil . Cartea se încheie cu aceste cuvinte finale: "Cicatricea nu l-a mai durut pe Harry de 19 ani. Totul era bine."

## Personaje

### Xenophilius Lovegood
Xenophilius Lovegood este un personaj din ultimul volum al seriei Harry Potter, important datorită explicării chiar titlului ultimului volum și anume "Talismanele Morții". El este tatăl Lunei Lovegood, colega, din casa "Ravenclaw"(ochi de șoim) de la Hogwarts, și de asemenea editorul ziarului "Quibbler"(Zeflemistul). Acesta prin intermediul poveștilor pentru copii, povești din cartea "The Tales of Beedle the Bard" (Poveștile Bardului Beedle), a explicat simbolistica așa numitelor Talismane ale Mortii, făcând uzanță de povestea celor trei vrăjitori ahtiați după putere, care reușeau cu aceste talismane să "păcălească" moartea. Semnul Talismanelor are o simbolistică profundă, dupa cum urmează: Triungiul - care reprezintă Pelerina Invizibilă (Invisibility Cloak) ce acoperă linia verticală reprezentată aici de Bagheta Înțelepților (Elder Wand), precum și cercul ce face referire la Piatra Învierii (Resurrection Stone).